# Хели-ски

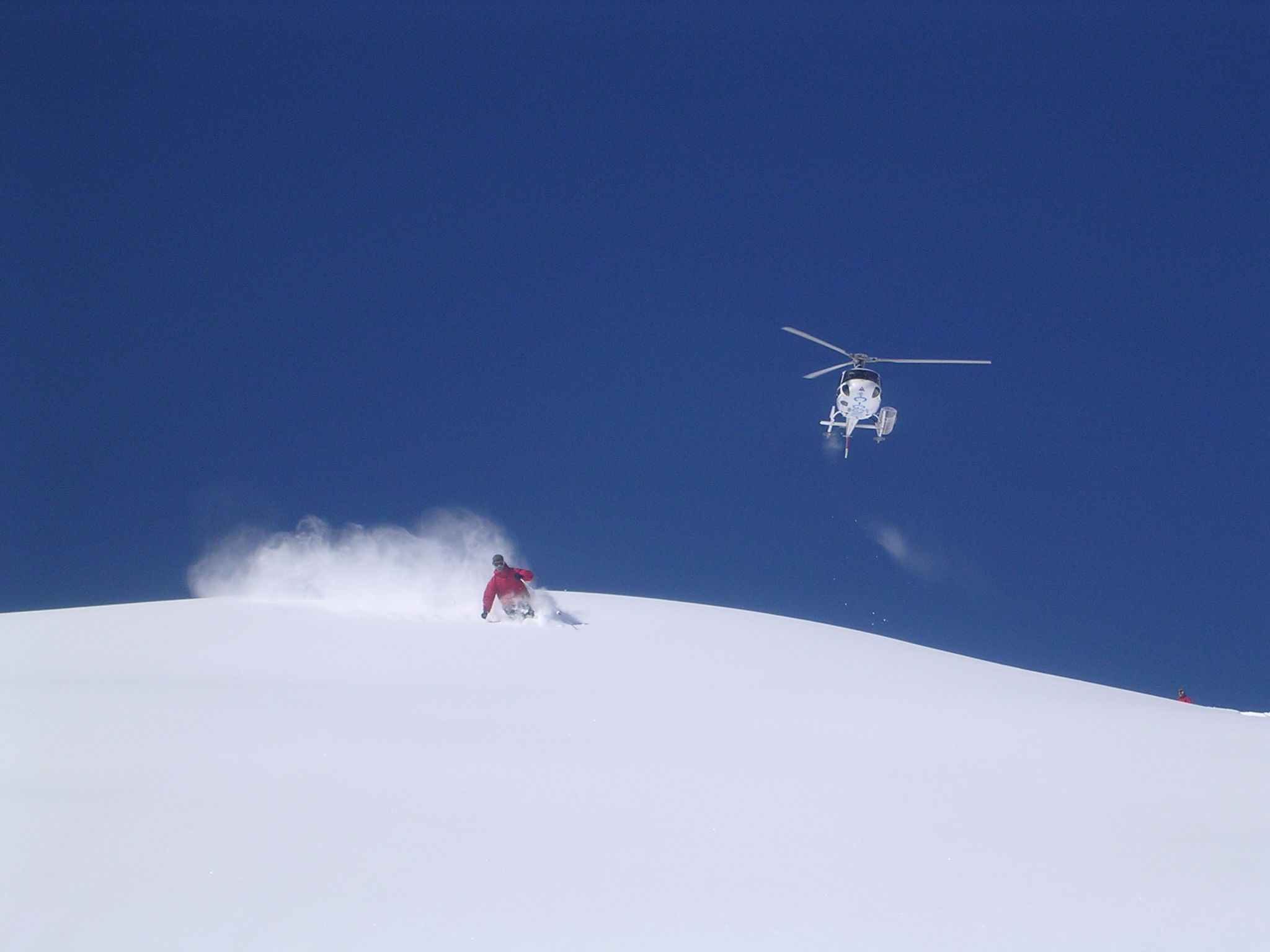
Хели-ски в Канаде

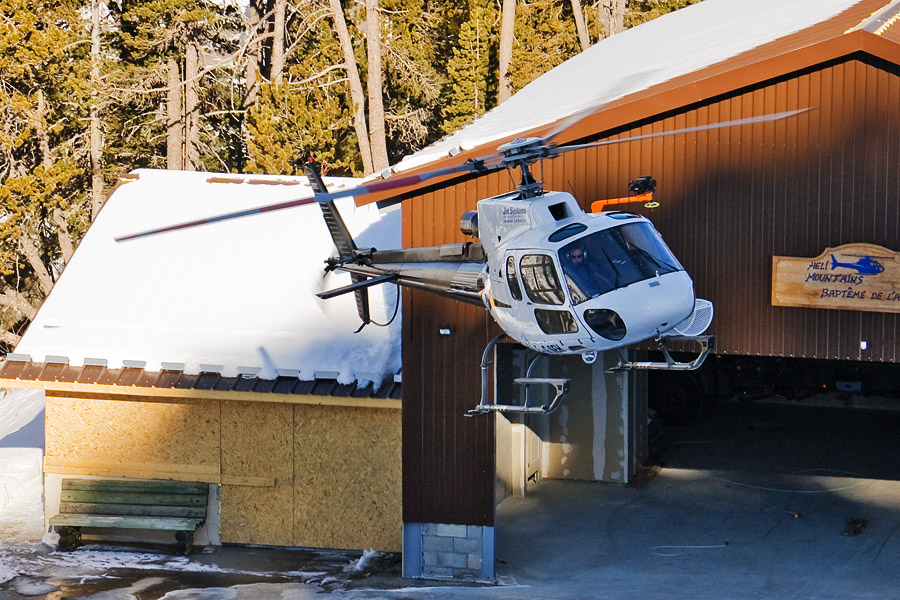
Хели-ски в Лез Арк, Французские Альпы

Хели-ски или хелиски (англ. heliskiing) — разновидность горнолыжного спорта, фрирайда, сущность которого состоит в спуске по нетронутым снежным склонам, вдалеке от подготовленных трасс с подъёмом к началу спуска на вертолёте.
Использование вертолёта для подъёма позволяет находить различные варианты спусков с гор в условиях первозданной, нетронутой вторжением человека природы, куда другим способом быстро подняться нет возможности.

## Организация хели-ски
Хели-ски, как разновидность занятия горными лыжами, становится всё более популярным, начиная с 1960-х годов, когда он возник.
В зависимости от типа вертолёта, его грузоподъёмности в группе лыжников может быть несколько человек. Группу, как правило, сопровождает гид, хорошо знающий особенности спуска по тем или иным склонам. Для занятия хели-ски лыжники должны хорошо владеть техникой спуска по целине на склонах различной крутизны.
Для обеспечения безопасности каждый лыжник должен иметь лавинный датчик (бипер), лавинный щуп (редко именуемый "лавинный зонд"), лопату и другое необходимое оборудование для быстрого поиска людей в лавине, так как существует опасность попадания в лавину.

## Районы занятия хели-ски
В настоящее время наиболее популярными горными районами, где занимаются хели-ски, являются: Канада, Аляска (США), Исландия, Гренландия, Новая Зеландия, Гималаи, горные районы на севере Европы в Норвегии, Финляндии, Швеции, некоторые районы Альп в Швейцарии и Франции, Чилийские Анды, Патагония, Узбекистан, Киргизия, Кавказ (в районе Красной Поляны, Эльбруса, Архыза), Камчатка.